# Alfa-blocant
Alfa-blocantele (α-blocante, cunoscute și ca antagoniști α-adrenergici) reprezintă o clasă de medicamente utilizate în tratamentul hipertensiunii arteriale și a hipertrofiei benigne de prostată.

## Clasificare
Alfa-blocante neselective:
- Fenoxibenzamină
- Fentolamină
- Tolazolină
- Trazodonă

Antagoniști α1-selectivi:
- Alfuzosină[2]
- Doxazosină[3]
- Indoramină
- Prazosină (agonist invers)[4]
- Tamsulosină[5]
- Terazosină[6]
- Trimazosină[7]
- Silodosină[8]
- Urapidil

Antagoniști α2-selectivi:
- Atipamezol
- Idazoxan
- Mirtazapină
- Yohimbină

Antagoniști micști, alfa și beta:
- Carvedilol
- Labetalol